# Prairie View Co-eds
Les Prairie View Co-eds étaient un orchestre de jazz composé de musiciennes afro-américaines, formé dans les années 1940 à la Prairie View A&M University, une université du Texas à l'origine destinée aux Noirs américains. L'orchestre naquit en raison du départ d'un grand nombre d'hommes enrôlés dans les Forces armées. Son succès dépassa largement le cercle universitaire et l'orchestre enchaîna les concerts et les tournées.

## Histoire
Au début des années 1940, le Prairie View College était des collèges universitaires afro-américains les plus en pointe aux États-Unis, et le seul collège en quatre ans auquel les Afro-américains du Texas pouvaient prétendre. Il y existait déjà un orchestre, The Prairie View Collegians, composé de garçons, qui se produisait sur le campus et qui effectuait quelques tournées. Bert Etta Davis, une étudiante et musicienne très douée, parvint à passer l'examen d'entrée à l'orchestre ; bien qu'elle fût une saxophoniste alto de talent, la doyenne des femmes décida de l'en exclure, estimant scandaleux qu'une femme joue parmi des hommes.
Cependant, l'enrôlement dans les forces armées au cours de la Seconde guerre mondiale changea la donne. L'orchestre perdait ses musiciens un à un et se trouvait dans l'incapacité de fonctionner. Will Henry Bennett décida de monter un orchestre féminin, peut-être influencé par le succès à la même époque des International Sweethearts of Rhythm. La première année, l'orchestre était constitué d'un assemblage hétéroclite, attirant des musiciens talentueux mais aussi des gens pour qui la musique n'était qu'une activité annexe. La direction de l'orchestre demanda aussi de l'aide aux majors de l'industrie musicale et se retrouva avec de nouveaux instruments de musique sur lesquels personne n'avait appris à jouer. Cependant, ce n'était pas un orchestre de débutantes, et après des concerts donnés au sein de l'université, les invitations à l'extérieur du campus se multiplièrent. Une surveillante accompagnait les musiciennes lors des tournées pour veiller à ce que la réputation sans faille de ces jeunes femmes éduquées ne soit pas entachée.
Au bout d'un an d'activité, la réputation de l'orchestre allait en grandissant et bientôt, des musiciennes expérimentées vinrent s'inscrire à l'université pour entrer dans l'orchestre, marquant ainsi le passage d'une activité extra-scolaire à l'opportunité d'une carrière musicale qui s'offrait à ces jeunes femmes. Les Co-eds entreprirent des tournées plus importantes, accompagnées par un professeur et une surveillante, des tournées d'hiver et des tournées d'été furent programmées de manière plus professionnelle, et la presse afro-américaine se mit à encenser ces jeunes musiciennes noires éduquées qui connaissaient le succès. Elles jouèrent également lors de tournées pour l'USO, jouant devant un public de soldats américains noirs et blancs. Ainsi, des soldats afro-américains purent avoir accès à un loisir dont ils étaient souvent exclus car réservé aux soldats blancs. L'orchestre entreprit des tournées de plus en plus importantes durant l'été, travaillant avec la Moe Gale Agency de l'homme d'affaires Moe Gale, propriétaire du Savoy Ballroom à New York. Effectuer des tournées n'allait pas sans mal, car l'essence et les pneus étaient rationnés en temps de guerre, et l'orchestre ne s'en sortait que grâce à des coupons de rationnement obtenus grâce à son partenariat avec l'USO. L'intérêt de ces tournées fut que l'orchestre put jouer dans des lieux prestigieux comme l'Apollo Theater.

## Sources
- Tucker, Sherrie (en) : The Prairie View co-eds: Black college women musicians in class and on the road during World War II, Black Music Research Journal, 1999, pp. 93-126.
- Tucker, Sherrie : Uplifts and Downbeats: What if Jazz History Included the Prairie View Co-eds?, Berkeley Electronic Press, 2002.
- Tucker, Sherrie : Women The New Grove Dictionary of Music and Musicians, (2nde édition.), Barry Dean Kernfeld (éd.).
- Handy, Dorothy Antoinette, née Miller (1929–2002) : Black women in American bands and orchestras, Scarecrow Press, 1998.